# Adam Elsheimer
Adam Elsheimer (pokřtěn 18. března 1578 Frankfurt nad Mohanem – 11. prosince 1610 Řím) byl německý manýristický a raně barokní malíř působící přibližně od roku 1600 v Římě. Za svého krátkého života vytvořil poměrně málo obrazů, a to spíše drobných kabinetních rozměrů. Měl však vliv zejména na barokní krajináře; Petra Paula Rubense, Clauda Lorraina a další. Sám tvořil především krajiny, důležité jsou noční s hvězdnou oblohou (Útěk do Egypta). Do krajin zasazoval mytologické a biblické motivy. Jediná jeho olejomalba na plátně větších rozměrů je jeho autoportrét.

## Život a práce
Elsheimer se narodil v Frankfurtu nad Mohanem, jako jeden z deseti dětí mistra-krejčího. Jeho rodný dům stál nedaleko od kostela až do roku 1944, kdy byl zničen spojeneckými bombami. Vyučil se umělce u Philippa Uffenbacha. V roce 1596 pravděpodobně navštívil Štrasburk. Ve dvaceti letech cestoval do Itálie přes Mnichov.
Jeho pobyt v Benátkách není dokumentován, ale vliv na jeho styl je jasný. Nejspíš pracoval jako asistent Johanna Rottenhammera, jehož některé kresby vlastnil.

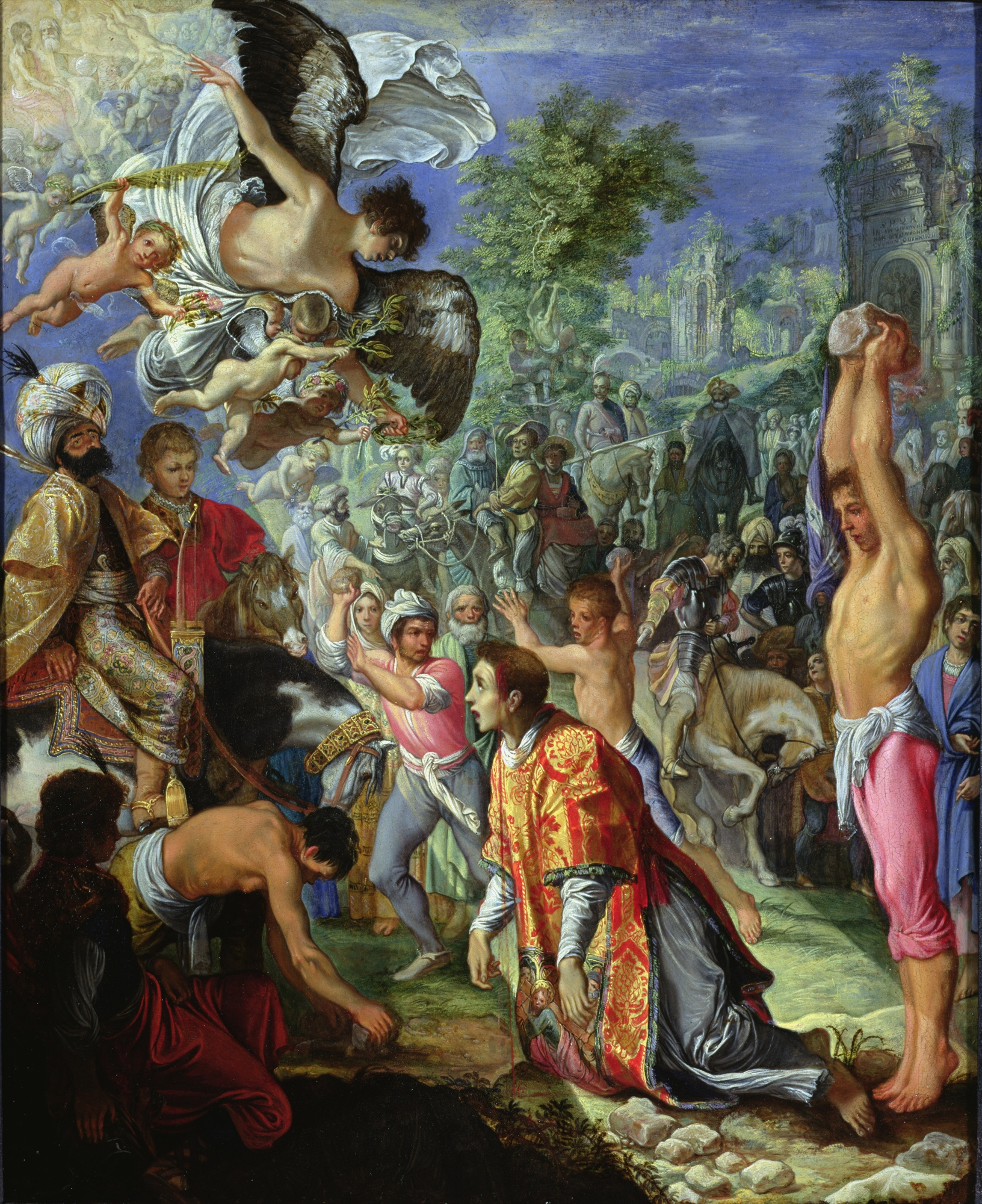
Kamenování sv. Štěpána

Dle všeho na něj měli největší vliv malíři Tintoretto a Paolo Veronese, což lze vypozorovat na některých jeho obrazech.

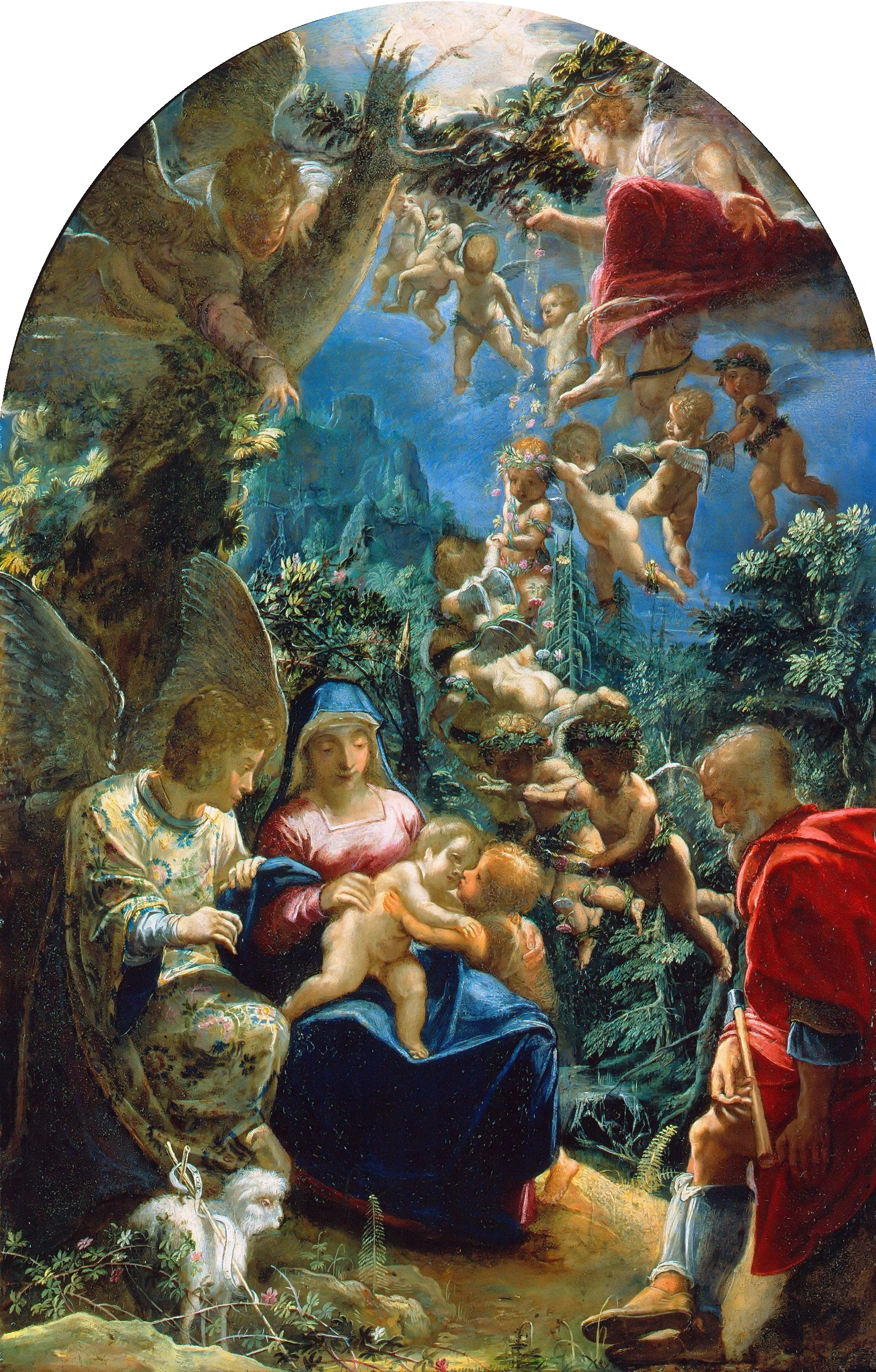
Svatá rodina s andělem

### Život v Římě
Na začátku roku 1600 přijel Elsheimer do Říma a rychle se spřátelil s kontakty Rottenhammera, zejména s Giovannim Faberem, to byl papežský lékař, botanik a sběratel původem z Bamberku. Byl kurátor vatikánské botanické zahrady, a členem Accademia dei Lincei, malé organizace založené roku 1603, která sloužila především ke studiu přírodních věd.
Další přítel Rottenhammera byl vlámský malíř Paul Bril, trvale žijící v Římě, který byl později (společně s Faberem) svědkem na svatbě Elsheimera s Carol Antoniou. Faber byl původně luterán, ale při pobytu v Římě konvertoval ke katolicismu, totéž později udělal i Elsheimer.
V roce 1604 se z Říma vrátil Karel van Mander, Holanďan, který ve své publikaci Schilder-Boeck chválil Elsheimerovu práci. Jiní spisovatelé zmiňují Elsheimerovu výjimečnou vizuální paměť, jeho melancholii a dobrosrdečnost.
V roce 1606 se Adam Elsheimer oženil se Skotkou Carol Antoniou Stuard da Francoforte a v roce 1609 se jim narodil syn. Carol byla vdova po umělci Nicolasi de Breul (narozený v Verdunu) a po Elsheimer smrti se znovu vdala za italského umělce Ascania Quercia. Elsheimer konvertoval ke katolicismu v roce 1608 (některé zdroje uvádějí i 1606). Byl přijat do Accademia di San Luca, římského cechu malířů. I přes jeho slávu a talent se zdá, že žil a zemřel ve finanční nouzi.

## Galerie a sbírky
Největší sbírka jeho práce je ve Frankfurtu nad Mohanem. V Mnichově jsou umístěny dvě z jeho nejlepších nočních scén. Národní galerie v Londýně má tři obrazy s ostatními. Některé jeho kresby jsou trvale umístěné i v Louvru.
Pouze dvě Elsheimerova díla se nacházejí mimo Evropu. Jedno je umístěno v Kimbellově muzeu ve Fort Worthu v Texasu, druhé v Agnes Etherington Art Centre v Kingstonu v Ontariu.